# Тихменка (приток Граничной)
Ти́хменка и Ка́менка — реки в России, протекают в Осташковском и Фировском районах Тверской области. Каменка вытекает из озера Каменное и впадает в озеро Тихмень. Из озера Тихмень вытекает Тихменка. Устье Тихменки находится в 46 км по правому берегу реки Граничная. Суммарная длина рек составляет 13 км. 
Исток Каменки находится в Осташковском районе на территории Щучьенского сельского поселения. Здесь на берегу Каменки стоит деревня Лукьяново. Ниже Каменка протекает по территории Фировского сельского поселения, устье в Фировского районя. Здесь на берегу реки стоит деревня Руднево. Тихменка целиком протекает по территории Фировского сельского поселения. У истока Тихменки на берегу озера Тихмень стоит деревня Дмитровка.

## Данные водного реестра
По данным государственного водного реестра России относится к Балтийскому бассейновому округу, водохозяйственный участок реки — Шлина, речной подбассейн реки — Волхов. Относится к речному бассейну реки Нева (включая бассейны рек Онежского и Ладожского озера).
По данным геоинформационной системы водохозяйственного районирования территории РФ, подготовленной Федеральным агентством водных ресурсов:
- Код водного объекта в государственном водном реестре — 01040200112102000020019
- Код по гидрологической изученности (ГИ) — 102002001
- Код бассейна — 01.04.02.001
- Номер тома по ГИ — 2
- Выпуск по ГИ — 0